# دلفين باسيفيكي أبيض الجنب

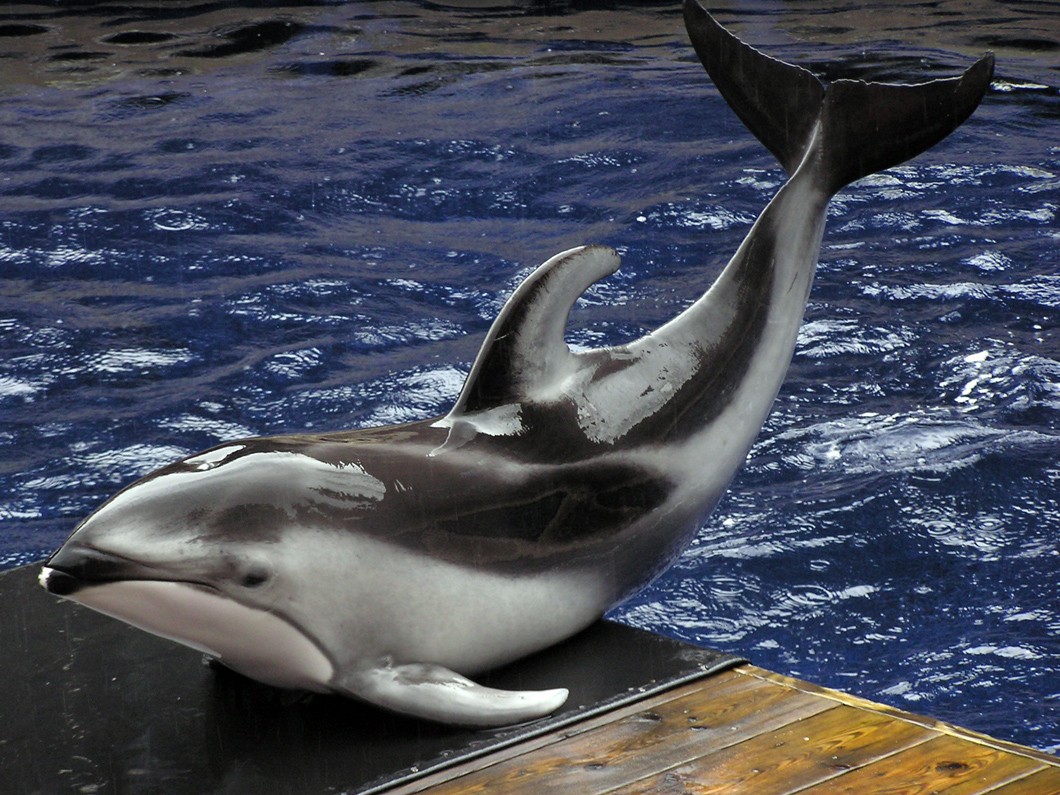
الدولفين الباسيفيكي الأبيض الجنب

الدولفين الباسيفيكي الأبيض الجنب (الاسم العلمي: Lagenorhynchus obliquidens) (بالإنجليزية: Pacific white-sided dolphin)‏ هو نوع من الحيتانيات يتبع جنس دلفين قاروري الخطم من فصيلة الدلافين المحيطية. يوجد هذا النوع بكثرة في شمالي المحيط الهادي إذ يألف المياه الساحلية التي تبعد مسافة 12 ميلاً عن الشاطئ، يبلغ طوله حوالي 2,5 متر، ويزن نحو 140 كلغ، ويتميز باللون الأسود على ظهره، ويكون اللون رمادياً قاتماً على الجانبين ثم يتحول إلى الأبيض في الناحية السفلى، وهناك خط أسود يسير من زاويتي الفم على طول الزعانف الجانبية يفصل بين الجانب السفلي الأبيض واللون الرمادي على الجانبين.